# Çlirim Bashi
Çlirim Bashi (Scutari, 5 febbraio 1971) è un ex calciatore albanese, di ruolo difensore.

## Carriera

### Nazionale
Ha collezionato 2 presenze con la nazionale albanese.

## Statistiche

### Presenze e reti nei club
Statistiche aggiornate al 27 aprile 2009.
| Stagione                    | Squadra                     | Campionato                  | Campionato | Campionato | Coppe nazionali | Coppe nazionali | Coppe nazionali | Coppe continentali | Coppe continentali | Coppe continentali | Altre coppe | Altre coppe | Altre coppe | Totale | Totale |
| Stagione                    | Squadra                     | Comp                        | Pres       | Reti       | Comp            | Pres            | Reti            | Comp               | Pres               | Reti               | Comp        | Pres        | Reti        | Pres   | Reti   |
| --------------------------- | --------------------------- | --------------------------- | ---------- | ---------- | --------------- | --------------- | --------------- | ------------------ | ------------------ | ------------------ | ----------- | ----------- | ----------- | ------ | ------ |
| 1991-1992                   | Vllaznia                    | KP                          | 0          | 0          | CA              | 0               | 0               | CU                 | 2                  | 0                  | -           | -           | -           | 2      | 0      |
| 1992-1993                   | Vllaznia                    | KP                          | 0          | 0          | CA              | 0               | 0               | -                  | -                  | -                  | -           | -           | -           | 0      | 0      |
| Totale Vllaznia             | Totale Vllaznia             | Totale Vllaznia             | 0          | 0          |                 | 0               | 0               |                    | 2                  | 0                  |             | -           | -           | 2      | 0      |
| 1997-1998                   | Waldhof Mannheim            | 3L                          | 0          | 0          | CG              | 0               | 0               | -                  | -                  | -                  | -           | -           | -           | 0      | 0      |
| 1998-1999                   | Alemannia Aquisgrana        | 3L                          | 28         | 1          | CG              | 0               | 0               | -                  | -                  | -                  | -           | -           | -           | 28     | 1      |
| 1999-2000                   | Alemannia Aquisgrana        | 2L                          | 30         | 0          | CG              | 1               | 0               | -                  | -                  | -                  | -           | -           | -           | 31     | 0      |
| 2000-2001                   | Alemannia Aquisgrana        | 2L                          | 30         | 0          | CG              | 1               | 0               | -                  | -                  | -                  | -           | -           | -           | 31     | 0      |
| 2001-2002                   | Alemannia Aquisgrana        | 2L                          | 9          | 0          | CG              | 0               | 0               | -                  | -                  | -                  | -           | -           | -           | 9      | 0      |
| Totale Alemannia Aquisgrana | Totale Alemannia Aquisgrana | Totale Alemannia Aquisgrana | 97         | 1          |                 | 2               | 0               |                    | -                  | -                  |             | -           | -           | 99     | 1      |
| Totale carriera             | Totale carriera             | Totale carriera             | 97         | 1          |                 | 2               | 0               |                    | 2                  | 0                  |             | -           | -           | 101    | 1      |